# Guerra d'indipendenza del Venezuela
La guerra d'indipendenza del Venezuela è stato un conflitto dal 1810 e il 1823 tra le forze repubblicane del Venezuela e l'Impero spagnolo, per ottenere l'indipendenza del paese.
Il conflitto segnò definitivamente l'indipendenza del Venezuela dalla Spagna ed ebbe un impatto notevole sugli altri movimenti indipendentisti in Sud America.

## Prima Repubblica (1810-1812)
L'invasione francese in Spagna, nel 1808, ha portato al crollo della monarchia spagnola. La maggior parte della popolazione non accettò il governo di Giuseppe Bonaparte, posto sul trono di Spagna dal fratello, Napoleone Bonaparte. Allo stesso tempo non venne creato un governo stabile in Spagna, che avrebbe dovuto essere riconosciuto in tutto l'impero. Questo ha creato un vuoto di potere nei possedimenti spagnoli in America, creando un'ulteriore incertezza politica. Il 19 aprile 1810, il consiglio comunale di Caracas si mise a capo di un movimento di successo per deporre il governatore spagnolo e capitano generale, Vicente Emparán. Una giunta fu fondata a Caracas, e presto altre province venezuelane seguirono l'esempio. La giunta convocò un congresso di province venezuelane per stabilire un governo per la regione. Inizialmente sia la Giunta che il Congresso sostennero i "diritti di Ferdinando VII". Il Congresso dichiarò l'indipendenza del Venezuela il 5 luglio 1811, istituendo la  Repubblica del Venezuela.
Prima che il Congresso iniziasse le sue sessioni, nel mese di novembre 1810, scoppiò una guerra civile tra coloro che sostenevano le giunte e i monarchici che volevano mantenere l'unione con la Spagna. Due province, Maracaibo e Guayana, e un distretto, Coro, rimasero fedeli alla Spagna. Nel 1812 la situazione precipitò sempre di più per la giovane repubblica. A corto di fondi, il reggente spagnolo istituì un blocco navale (anche se fu facilmente aggirato dalle navi mercantili inglesi e americane), e il 26 marzo 1812, un devastante terremoto ha colpito le zone repubblicane. In questi momenti disperati, a Miranda vennero concessi poteri dittatoriali, tuttavia non fu in grado di arginare l'avanzata monarchica guidata dal capitano Domingo de Monteverde. Entro metà anno, dopo la battaglia di San Mateo, la repubblica crollò. Miranda capitolò a Monteverde e firmò un armistizio il 25 luglio 1812.

## Seconda Repubblica (1813-1814)
Bolívar e altri repubblicani continuarono la resistenza in altre parti del paese contro gli spagnoli, e vennero organizzati movimenti di guerriglia nella parte interna del paese. Nel 1813 Bolívar si arruolò nell'esercito delle Province Unite di Nuova Granada. Dopo aver vinto una serie di battaglie, Bolívar ricevette l'approvazione del congresso di condurre una forza liberatrice in Venezuela in quello che divenne nota come la Campaña Admirable. Allo stesso tempo, Santiago Mariño invase da nord-est in una campagna organizzata in modo indipendente. Entrambe le forze sconfissero rapidamente le truppe realiste in varie battaglie, come Alto de los Godos. Bolívar entrò a Caracas il 6 agosto 1813, proclamando la restaurazione della Repubblica del Venezuela e la sua suprema guida di esso, cosa che non fu pienamente riconosciuta da Mariño con sede a Cumaná, anche se i due leader cooperarono militarmente.
Il movimento autonomo travolse Nuova Granada, ma il paese rimase politicamente disunito. Bogotà ereditò il ruolo di capitale dalla Spagna, ma i realisti erano trincerati nel sud della Colombia. Bolívar arrivò a Cartagena e fu ben accolto, come fu in seguito a Bogotà, dove si unì all'esercito delle Province Unite di Nuova Granada. Reclutò una forza e invase il Venezuela da sud-ovest, attraversando le Ande (1813). Il suo luogotenente fu il caparbio José Félix Ribas. Nel momento in cui Bolívar aveva vinto ad ovest, Santiago Mariño e Manuel Piar stavano combattendo con successo i realisti a est. Perdendo rapidamente terreno Monteverde si rifugiò a Puerto Cabello, e Bolívar occupò Caracas, ristabilendo la Repubblica, con due "stati", una nella parte occidentale guidata da Bolívar e una ad est guidata da Mariño.
Ma né le invasioni né il decreto di Bolívar provocarono una massiccia iscrizione di Pardos per la causa dell'indipendenza. Piuttosto fu il contrario. José Tomás Boves, infatti, avvio un diffuso movimento contro la restaurazione della Repubblica. Dopo aver subito una battuta d'arresto, Mariño e Bolívar unirono le loro forze, ma furono sconfitti da Boves nel 1814. I repubblicani furono costretti ad evacuare Caracas e fuggirono verso est. Piar, però, non accettò il comando supremo di Bolívar, e ancora una volta lasciò a  Bolívar il Venezuela e andò a Nuova Granada (1815).
Dopo la morte di Boves, il paese ritornò sotto il controllo monarchico.

### Riconquista spagnola della Nuova Granada (1815-1816)
In Spagna, le forze anti-francesi avevano liberato il paese, e al restauro di Ferdinando VII, fu inviata una grande forza di spedizione in Venezuela e Nuova Granada sotto Pablo Morillo, che si era distinto durante guerra d'indipendenza spagnola. Nella battaglia di Urica, Boves fu ucciso e Morales prese il comando ed effettuò le operazioni di rastrellamento contro la resistenza patriota rimanente, che comprendeva la cattura e l'esecuzione di Ribas. Morillo è arrivato in Venezuela e ha iniziato l'attività con Morales.
Le forze realiste sotto Morillo e Morales conquistarono Cartagena e Bogotà nel 1816. Prima di partire per Nuova Granada, Morillo aveva dismesso la maggior parte delle forze irregolari che avevano combattuto sotto Boves, ad eccezione di quelli che avevano conquistato Nuova Granada. Con scarse prospettive, alcuni pardos e llaneros cominciarono a unirsi contro il dominio spagnolo nelle grandi pianure del sud del Venezuela. Nel frattempo, Bolívar ha scelto di salpare per la Giamaica per chiedere l'aiuto britannico. Con il sostegno del presidente haitiano Alexandre Pétion e con l'aiuto navale di Luis Brion, Bolívar ritornò a Isola Margarita, un fortino repubblicana sicuro. Mariño, che era tornato con Bolívar da Haiti, diresse le sue spedizioni e riuscì a conquistare temporaneamente Cumaná nel 1817. Con una piccola flotta, Bolívar navigò lungo la costa occidentale del Venezuela, dove, in adempimento della richiesta di Pétion, proclamò ufficialmente la fine della schiavitù (anche se questo non fu ascoltato). Morales, tornato in Venezuela dopo avere sottomesso la Nuova Granada, ha attaccato il corpo di spedizione repubblicana con un esercito che di gran lunga inferiore. Bolívar fuggì, navigando ancora una volta ad Haiti con Brion. Tuttavia, Piar e Gregor MacGregor, è riuscito a scappare con i loro uomini verso l'interno del paese, sconfiggendo Morales a El Juncal, nel settembre 1816, prima di trasferirsi a sud di Guayana.
Nel 1815 venne inviato un corpo di spedizione dalla Spagna sotto il comando di Pablo Morillo. È stata la più grande spedizione che gli spagnoli avessero mai inviato verso le Americhe. I patrioti repubblicani si sono trovati ancora una volta dispersi, e ancora una volta la guerra ha preso un carattere locale. Diverse bande patriota guerriglieri formate, ma non riuscivano a mettersi d'accordo su una leadership unitaria, tanto meno una strategia unitaria. Un gruppo di patrioti ha lanciato una spedizione nel Venezuela orientale che si è conclusa con un fallimento. Bolívar successivamente ha cercato di unire le forze con Manuel Piar, un altro leader patriota ma le differenze tra di loro impedirono la formazione di un fronte repubblicano unito. Bolívar poi si unì alle forze con José Antonio Páez, ma un fallito attentato costrinse Bolivar a ritirarsi ad Apure. Morillo contrattaccò con successo, ma è stato sconfitto nella battaglia di Las Queseras del Medio.

### 1816-1819
Nel 1817 Bolívar e Brión tentarono di conquistare Barcellona, ma gli spagnoli li respinsero. Nel frattempo, Piar e Mariño avevano occupato l'indifesa Angostura (una città nella parte più stretta e più profonda del fiume Orinoco, il cui nome è stato cambiato in Ciudad Bolívar), dove Bolívar è stato scelto come capo supremo del movimento per l'indipendenza e destituì Piar. Veterani britannici delle guerre napoleoniche iniziarono ad arrivare in Venezuela, dove formarono il nucleo di quello che più tardi divenne noto come la British Legion. Morillo è tornato a Caracas e Morales gli fu dato il comando delle truppe nella parte orientale del Venezuela, con successo. Francisco de Paula Santander si incontrò con Bolívar e decise di unirsi con lui.
Nel 1819 Bolívar proclamò la repubblica di Grande Colombia, che includeva il Venezuela e Nuova Granada. Nuovi volontari arrivarono in Venezuela. In Europa, in generale, il nome di Bolívar era conosciuto come era il movimento per l'indipendenza, ricevendo la simpatia di ogni liberale, come per l'indipendenza della Grecia, poi anche nel processo di emancipazione. Nella battaglia di Boyacá (1819), il potere spagnolo è stato schiacciato.

## Consolidamento dell'indipendenza
Nel 1819, Bolívar invase Nuova Granada, che era stato riconquistata da corpo di spedizione di Morillo tre anni prima. Bolívar sconfisse i realisti di Boyacá. Con la liberazione di Nuova Granada, i repubblicani hanno avuto una significativa base da cui partire per attaccare le forze di Morillo. Un congresso repubblicano ad Angostura (oggi Ciudad Bolívar), dichiarò l'unione di Nuova Granada e Venezuela nella Repubblica di Colombia per presentare un fronte unito contro la Monarchia spagnola.

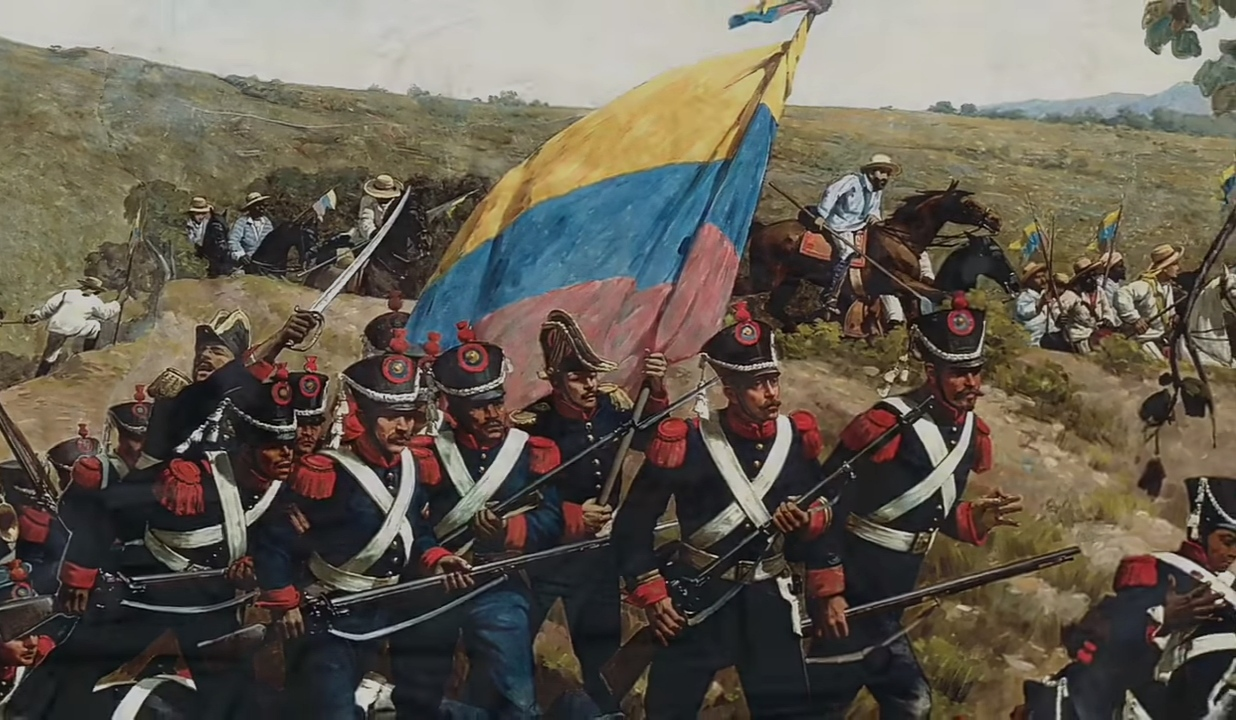
La Battaglia di Carabobo (1887) di Martín Tovar.

Nel 1821 l'esercito gran colombiano vinse la battaglia di Carabobo, dopo di che le uniche città nelle mani delle forze monarchiche erano Cumaná, che cadde poco dopo, e Puerto Cabello, che è riuscita a resistere a un assedio prima di capitolare nell'ottobre 1823.
Gli spagnoli inviarono una flotta nel 1823 per riconquistare il paese, ma furono sconfitti nella battaglia del lago di Maracaibo. Negli anni seguenti forze venezuelane, come parte dell'esercito di Gran Colombia, ha continuato una campagna sotto la guida di Bolívar per liberare le parti del sud della Nuova Granada e dell'Ecuador. Una volta che questo è stato compiuto, Gran Colombia ha continuato la sua lotta contro gli spagnoli in Perù e Bolivia, a cui si unirono patrioti cileni e argentini, come José de San Martín.